# 欧州労働組合連合
欧州労働組合連合（おうしゅうろうどうくみあいれんごう、英: European Trade Union Confederation; ETUC）は、ヨーロッパ大陸における労働組合の国際組織である。本部は、ベルギーのブリュッセルに構える。現在の会長はヴォルフガング・カッツィアンである。

## 歴史
ETUCは1973年に設立。当時は、国際自由労働組合総連盟の傘下であったが、2006年の解散後は国際労働組合総連合（ITUC）のヨーロッパ大陸の大陸連盟であり、現在41か国のうち93のナショナルセンター、10のヨーロッパ産業別組織が加盟。4年に1回大会が開催される。